# Yannick Sagbo
Yannick Anister Sagbo-Latte, meglio noto come Yannick Sagbo (Marsiglia, 12 aprile 1988), è un calciatore francese naturalizzato ivoriano, attaccante svincolato.